# Q

Q، یا q (نام فرانسوی: کو، نام انگلیسی: کیو)، هفدهمین حرف از حروف الفبای لاتین است. در لاتین نویسی فارسی Q برای ق و غ به کار می‌رود.

## کاربرد

### در نگارش فارسی
به‌طور معمول مردم Qq را برابر حرف غ و ق در لاتین‌نویسیِ فارسی گرفته‌اند.

### زبان انگلیسی
حرف Q با واژه Queue به معنای صف و با واژه Cue به معنای چوب بیلیارد، هم‌آوا است. بدین ترتیب می‌توان تمام آن‌ها را کیو تلفظ کرد.

### فیزیک
Q در فیزیک نماد گرما است.

### کارت بازی
Q مخفف Queen (کویین) به معنای ملکه است.

### سیاست
Q در بسیاری از پرچم‌ها در ایالت متحده استفاده می‌شود که مخفف کیوانان است.